# Miss Universo España 2013
Miss Universo España 2013 fue la 1.ª edición del certamen Miss España Universo. Se llevó a cabo el 11 de septiembre de 2013 en el Hotel Ada Palace de Madrid. Claudia Moro, representante de España en Miss Universo 2008, coronó a la ganadora Patricia Yurena Rodríguez como Miss España Universo, quien representó a España en Miss Universo 2013, quedando primera finalista solo por debajo de la venezolana Gabriela Isler.

## Resultados
| Resultado                 | Candidata                                             |
| ------------------------- | ----------------------------------------------------- |
| Miss Universo España 2013 | - Patricia Yurena Rodríguez                           |
| Primera finalista         | - Lidia Santos                                        |
| Segunda finalista         | - Ana Montabes                                        |
| Top 6                     | - Ana Araceli Jiménez - Belén Matas - Leticia Ximénez |

## Jurado
- Ramiro Finol - Director del certamen Miss Mundo República Dominicana.
- Verónica Hidalgo - Miss España 2005 y modelo.
- Giusseppe di Bella - Coreógrafo y bailarín.
- Teresa Bueyes - Abogada.
- David Deibis - Maquillador.
- Melania Moya - Diseñadora y estilista.
- Junior Zelaya - Experto en certámenes de belleza.

## Desarrollo de evento
Las 12 candidatas de esta edición pasaron unos días en Madrid concentradas para el evento final. En la Gala Final, las concursantes desfilaron en traje de baño con modelos de la diseñadora Dolores Cortés y en traje de noche con modelos del diseñador Higinio Mateu. Los complementos corrieron a cargo de la firma ETNA de Elena Tablada y el calzado por firma alicantina Pont Style. Tras los desfiles, fueron llamadas las 6 finalistas por orden alfabético y tras responder ante el público a unas preguntas, se dio a conocer el resultado final. La ganadora, Patricia Yurena Rodríguez, fue coronada por Claudia Moro, representante española en Miss Universo 2008 y séptima finalista en el mismo.

## Candidatas[3]
| Candidata                        | Edad | Estatura        | Residencia                 |
| -------------------------------- | ---- | --------------- | -------------------------- |
| Kaira Esmeralda Cabrera Heredia  | 20   | 1,80 m (5′ 11″) | El Arenal                  |
| Belén Matas Izquierdo            | 20   | 1,83 m (6′ 0″)  | Murcia                     |
| Vargina Jordan Dalmau            | 19   | 1,76 m (5′ 9″)  | San Sebastián de La Gomera |
| Ana Isabel Montabes Martínez     | 25   | 1,78 m (5′ 10″) | Jaén                       |
| Mariona Elías Rubio              | 20   | 1,77 m (5′ 10″) | Madrid                     |
| Lidia Altagracia Santos          | 23   | 1,81 m (5′ 11″) | Málaga                     |
| Ana Araceli Jiménez Ramírez      | 23   | 1,83 m (6′ 0″)  | Sevilla                    |
| Odilia Pamela García Pineda      | 26   | 1,81 m (5′ 11″) |                            |
| Lorena Abrines Fuenterubiales    | 21   | 1,77 m (5′ 10″) | Palma de Mallorca          |
| Sara Niño Gómez                  | 27   | 1,78 m (5′ 10″) | Guipúzcoa                  |
| Patricia Yurena Rodríguez Alonso | 23   | 1,82 m (6′ 0″)  | Granadilla de Abona        |
| Araya Frasquet Grenau            | 24   | 1,75 m (5′ 9″)  | Valencia                   |

## Datos significativos
- Miss Universo España 2013 fue la primera edición del certamen Miss Universo España al perder los derechos de explotación de la marca Miss Universo la anterior poseedora, la organización Miss España.
- La ganadora, Patricia Yurena Rodríguez, obtuvo en 2008 el título de Miss España. Acudió a Miss Mundo 2008 clasificando entre las 15 semifinalistas. No participó en Miss Universo 2008 por no cumplir los requisitos de edad exigidos por el certamen internacional. En su lugar acudió la primera dama de Honor de Miss España 2008 Claudia Moro, resultando la séptima finalista.
- La Primera Finalista, Lidia Santos, fue coronada como Miss Málaga 2011.
- La Segunda Finalista, Ana Montabes, participó en Miss España 2008 representando a Jaén y clasificando entre las 10 semifinalistas. Igualmente participó en el Reinado Internacional del Café en el año 2009, representando a España y quedó 1.ª finalista.
- La candidata Belén Matas, representó a Murcia en el certamen Miss España de 2010.
- La candidata Odilia Pamela García, participó en el reality show español Supermodelo 2006,además de en Miss España 2007 representando a Gerona y clasificando entre las semifinalistas. También representó a Perú en Miss Mundo 2011.
- La candidata Mariona Elías, participó en Miss Mundo España 2014 tras ser primera finalista en el certamen Miss Mundo Extremadura, consiguiendo el título Irene Alfageme, Miss Turismo Islas Canarias 2013, Miss Mundo Extremadura 2014 y candidata a Miss Universo España 2014.